# Sallèles-Cabardès
Sallèles-Cabardès  est une commune française, située dans le Cabardès, pays du département de l'Aude dans la région Occitanie.
Sur le plan historique et culturel, la commune fait partie de la Montagne Noire, un massif montagneux constituant le rebord méridional du Massif central. Exposée à un climat méditerranéen, elle est drainée par le ruisseau de la Ceize et par divers autres petits cours d'eau. La commune possède un patrimoine naturel remarquable composé de trois zones naturelles d'intérêt écologique, faunistique et floristique.
Sallèles-Cabardès est une commune rurale qui compte 117 habitants en 2022, après avoir connu un pic de population de 295 habitants en 1821. Elle fait partie de l'aire d'attraction de Carcassonne. Ses habitants sont appelés les Sallèlois ou  Sallèloises.
Le patrimoine architectural de la commune comprend un immeuble protégé au titre des monuments historiques : la grotte du Gazel, classée en 1948.

## Géographie
Commune de l'aire urbaine de Carcassonne située dans le Cabardès.

### Communes limitrophes
Les communes limitrophes sont  Conques-sur-Orbiel, Limousis, Salsigne, Trassanel, Villegly et Villeneuve-Minervois.
| Limousis |                    | Trassanel            |
|          | Sallèles-Cabardès  | Villeneuve-Minervois |
| Salsigne | Conques-sur-Orbiel | Villegly             |

La commune est composée de deux parties disjointes, séparées par les communes de Limousis et de Conques-sur-Orbiel. La partie occidentale, dénommée Enclave de la Commune de Sallèles-Cabardès sur la carte IGN, est limitrophe de Salsigne. La partie orientale, où se trouve le bourg, touche le territoire de Conques-sur-Orbiel par un quadripoint.

### Hydrographie

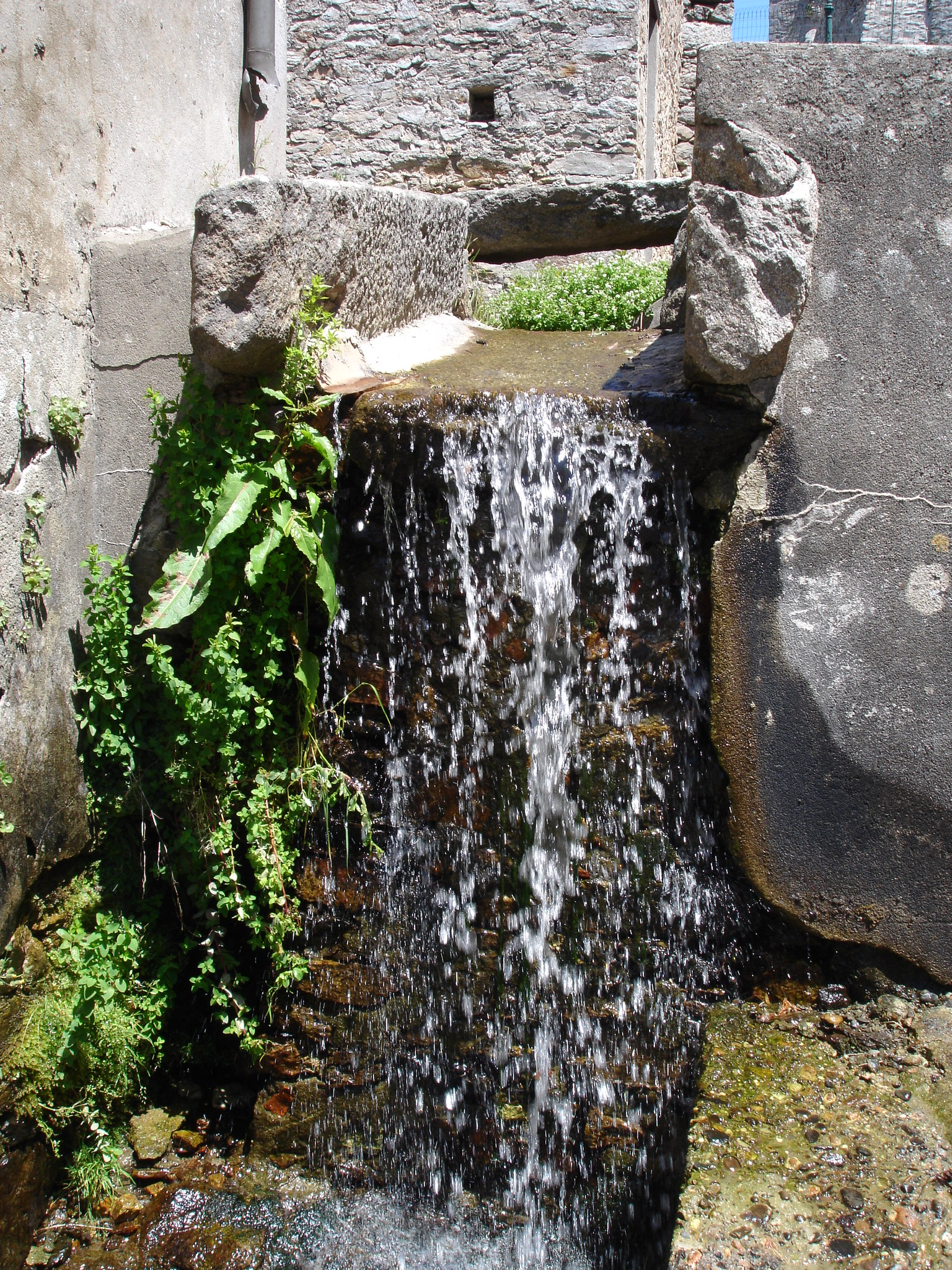
Béal des Treize Meuniers.

La commune est dans la région hydrographique « Côtiers méditerranéens », au sein du bassin hydrographique Rhône-Méditerranée-Corse. Elle est drainée par le ruisseau de la Ceize, le ruisseau de Garet, le ruisseau de Gaubeille, le ruisseau de la Combe de Tournié, le ruisseau de la Combe Escure, le ruisseau de la Combe Vieille, le ruisseau de Prat Migné, le ruisseau de Sali, le ruisseau des Bézalades et le ruisseau des Casals, qui constituent un réseau hydrographique de 14 km de longueur totale,.
Le ruisseau de la Ceize, d'une longueur totale de 11,8 km, prend sa source dans la commune de Fournes-Cabardès et s'écoule vers le sud. Il traverse la commune et se jette dans la Clamoux à Villegly, après avoir traversé 7 communes.

### Climat
Pour des articles plus généraux, voir Climat de l'Occitanie et Climat de l'Aude.
En 2010, le climat de la commune est de type climat méditerranéen altéré, selon une étude s'appuyant sur une série de données couvrant la période 1971-2000. En 2020, Météo-France publie une typologie des climats de la France métropolitaine dans laquelle la commune est exposée à un climat océanique altéré et est dans la région climatique Provence, Languedoc-Roussillon, caractérisée par une pluviométrie faible en été, un très bon ensoleillement (2 600 h/an), un été chaud (21,5 °C), un air très sec en été, sec en toutes saisons, des vents forts (fréquence de 40 à 50 % de vents > 5 m/s) et peu de brouillards.
Pour la période 1971-2000, la température annuelle moyenne est de 13,7 °C, avec une amplitude thermique annuelle de 15,7 °C. Le cumul annuel moyen de précipitations est de 862 mm, avec 9,1 jours de précipitations en janvier et 4,7 jours en juillet. Pour la période 1991-2020, la température moyenne annuelle observée sur la station météorologique la plus proche, située sur la commune de Caunes-Minervois à 9 km à vol d'oiseau, est de 13,9 °C et le cumul annuel moyen de précipitations est de 768,1 mm,. Pour l'avenir, les paramètres climatiques de la commune estimés pour 2050 selon différents scénarios d’émission de gaz à effet de serre sont consultables sur un site dédié publié par Météo-France en novembre 2022.

### Milieux naturels et biodiversité
L’inventaire des zones naturelles d'intérêt écologique, faunistique et floristique (ZNIEFF) a pour objectif de réaliser une couverture des zones les plus intéressantes sur le plan écologique, essentiellement dans la perspective d’améliorer la connaissance du patrimoine naturel national et de fournir aux différents décideurs un outil d’aide à la prise en compte de l’environnement dans l’aménagement du territoire.
Une ZNIEFF de type 1 est recensée sur la commune :
les « monts et grottes des soulanes de Nore » (2 177 ha), couvrant 6 communes du département et deux ZNIEFF de type 2, : 
- les « causses du piémont de la Montagne Noire » (8 830 ha), couvrant 20 communes du département[14] ;
- les « crêtes et pièmonts de la Montagne Noire » (27 188 ha), couvrant 26 communes dont 24 dans l'Aude et 2 dans l'Hérault[15].

Carte des ZNIEFF de type 1 et 2 à Sallèles-Cabardès.
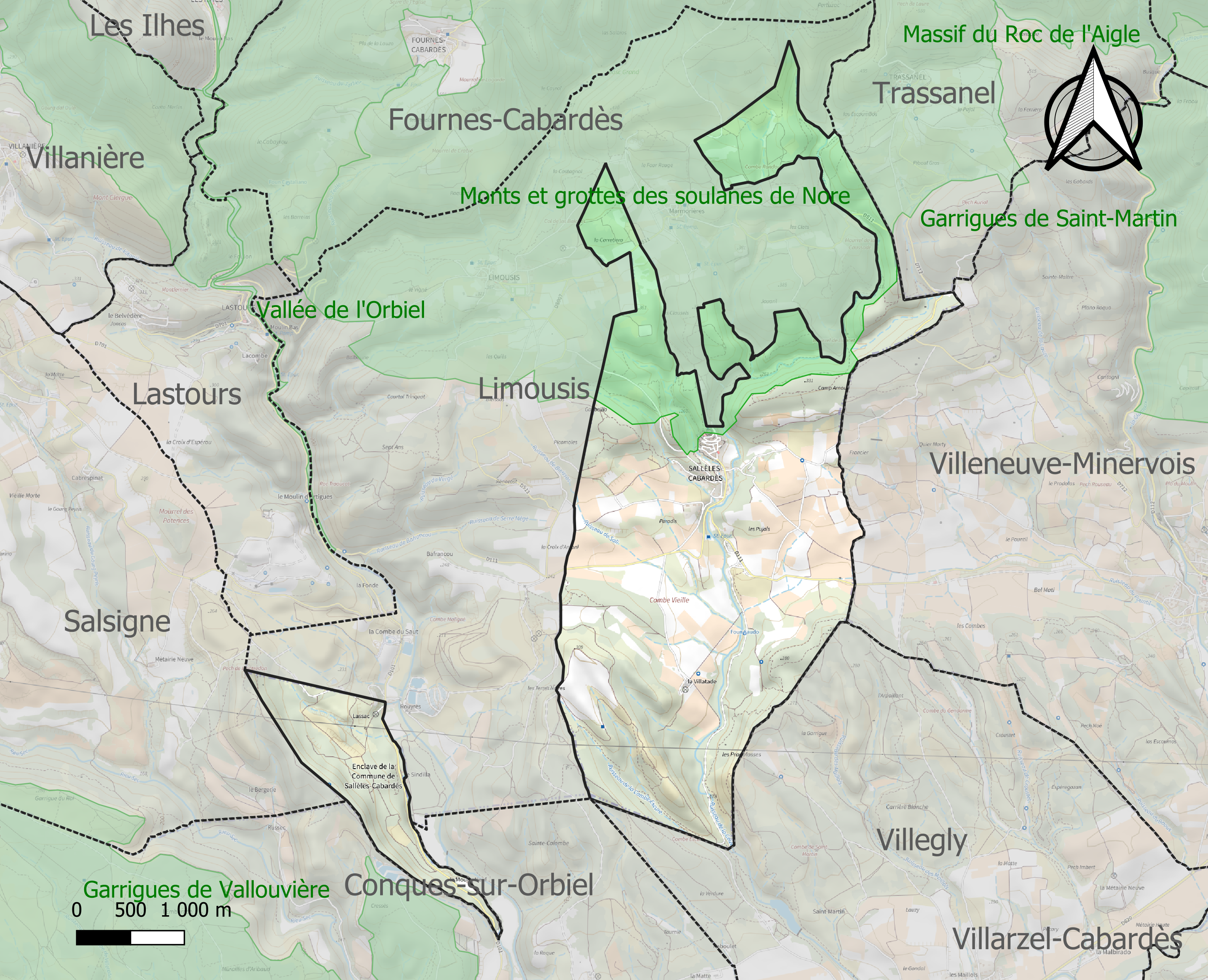
Carte de la ZNIEFF de type 1 sur la commune.
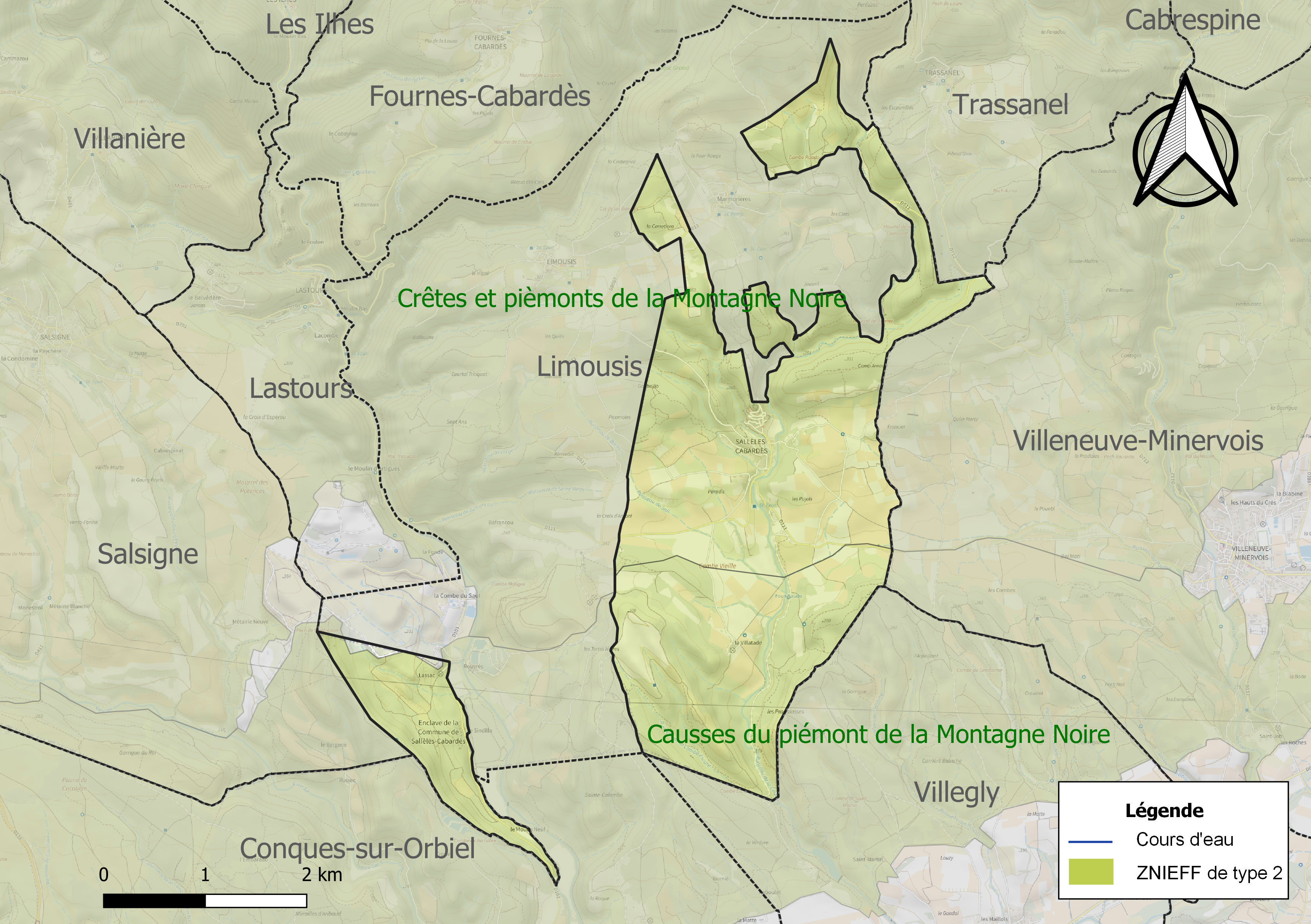
Carte des ZNIEFF de type 2 sur la commune.

## Urbanisme

### Typologie
Au 1er janvier 2024, Sallèles-Cabardès est catégorisée commune rurale à habitat dispersé, selon la nouvelle grille communale de densité à 7 niveaux définie par l'Insee en 2022.
Elle est située hors unité urbaine. Par ailleurs la commune fait partie de l'aire d'attraction de Carcassonne, dont elle est une commune de la couronne,. Cette aire, qui regroupe 115 communes, est catégorisée dans les aires de 50 000 à moins de 200 000 habitants,.

### Occupation des sols
L'occupation des sols de la commune, telle qu'elle ressort de la base de données européenne d’occupation biophysique des sols Corine Land Cover (CLC), est marquée par l'importance des territoires agricoles (49,8 % en 2018), en diminution par rapport à 1990 (52,1 %). La répartition détaillée en 2018 est la suivante : 
forêts (32 %), cultures permanentes (31,7 %), zones agricoles hétérogènes (18,1 %), milieux à végétation arbustive et/ou herbacée (16,9 %), mines, décharges et chantiers (1,3 %). L'évolution de l’occupation des sols de la commune et de ses infrastructures peut être observée sur les différentes représentations cartographiques du territoire : la carte de Cassini (XVIIIe siècle), la carte d'état-major (1820-1866) et les cartes ou photos aériennes de l'IGN pour la période actuelle (1950 à aujourd'hui).

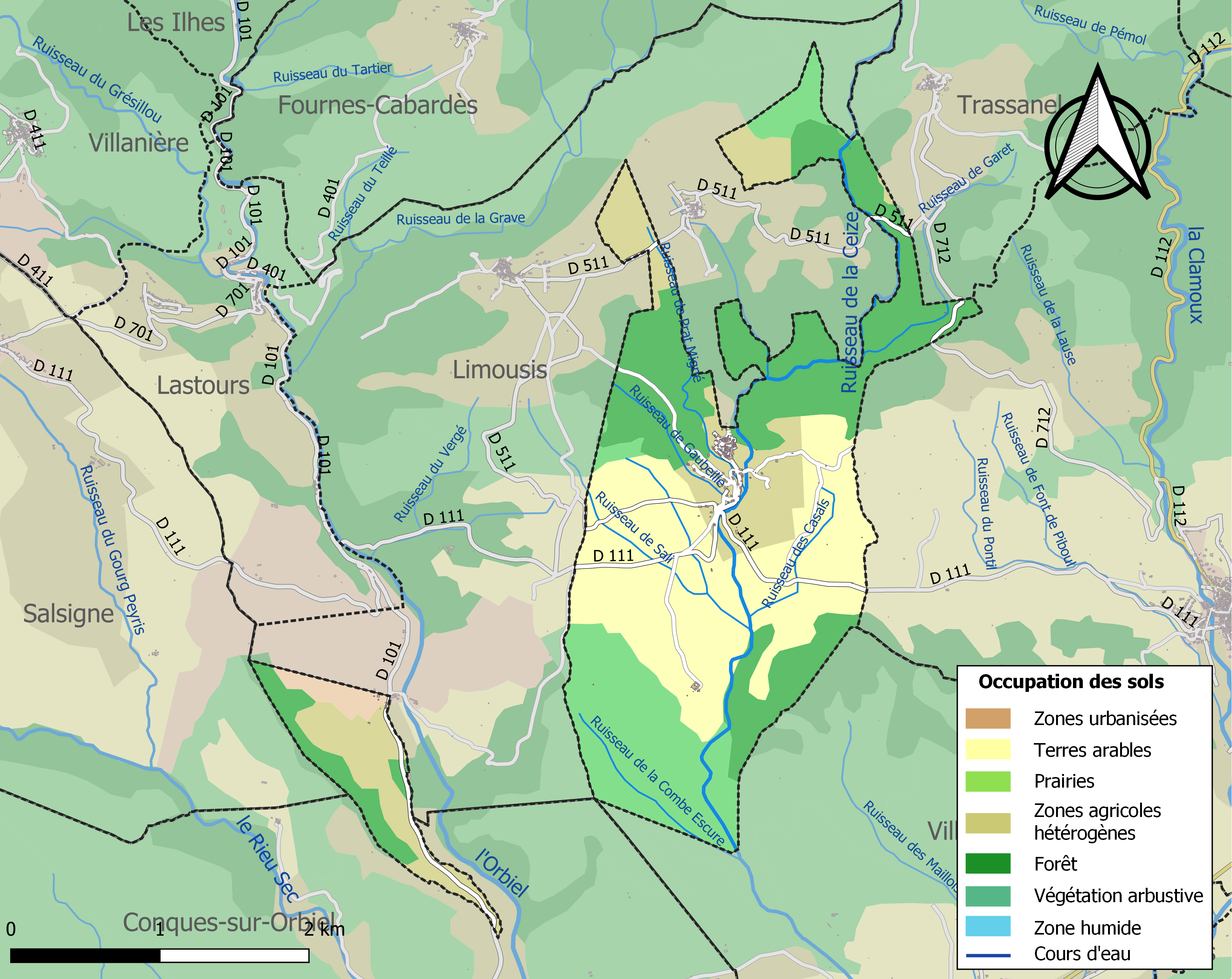
Carte des infrastructures et de l'occupation des sols de la commune en 2018 (CLC).

### Risques majeurs
Le territoire de la commune de Sallèles-Cabardès est vulnérable à différents aléas naturels : météorologiques (tempête, orage, neige, grand froid, canicule ou sécheresse), inondations, feux de forêts et séisme (sismicité très faible). Il est également exposé à un risque technologique,  le transport de matières dangereuses, et à un risque particulier : le risque de radon. Un site publié par le BRGM permet d'évaluer simplement et rapidement les risques d'un bien localisé soit par son adresse soit par le numéro de sa parcelle.

#### Risques naturels
Certaines parties du territoire communal sont susceptibles d’être affectées par le risque d’inondation par débordement de cours d'eau, notamment le ruisseau de Glandes. La commune a été reconnue en état de catastrophe naturelle au titre des dommages causés par les inondations et coulées de boue survenues en 1982, 1992, 1999, 2005, 2009 et 2018,.

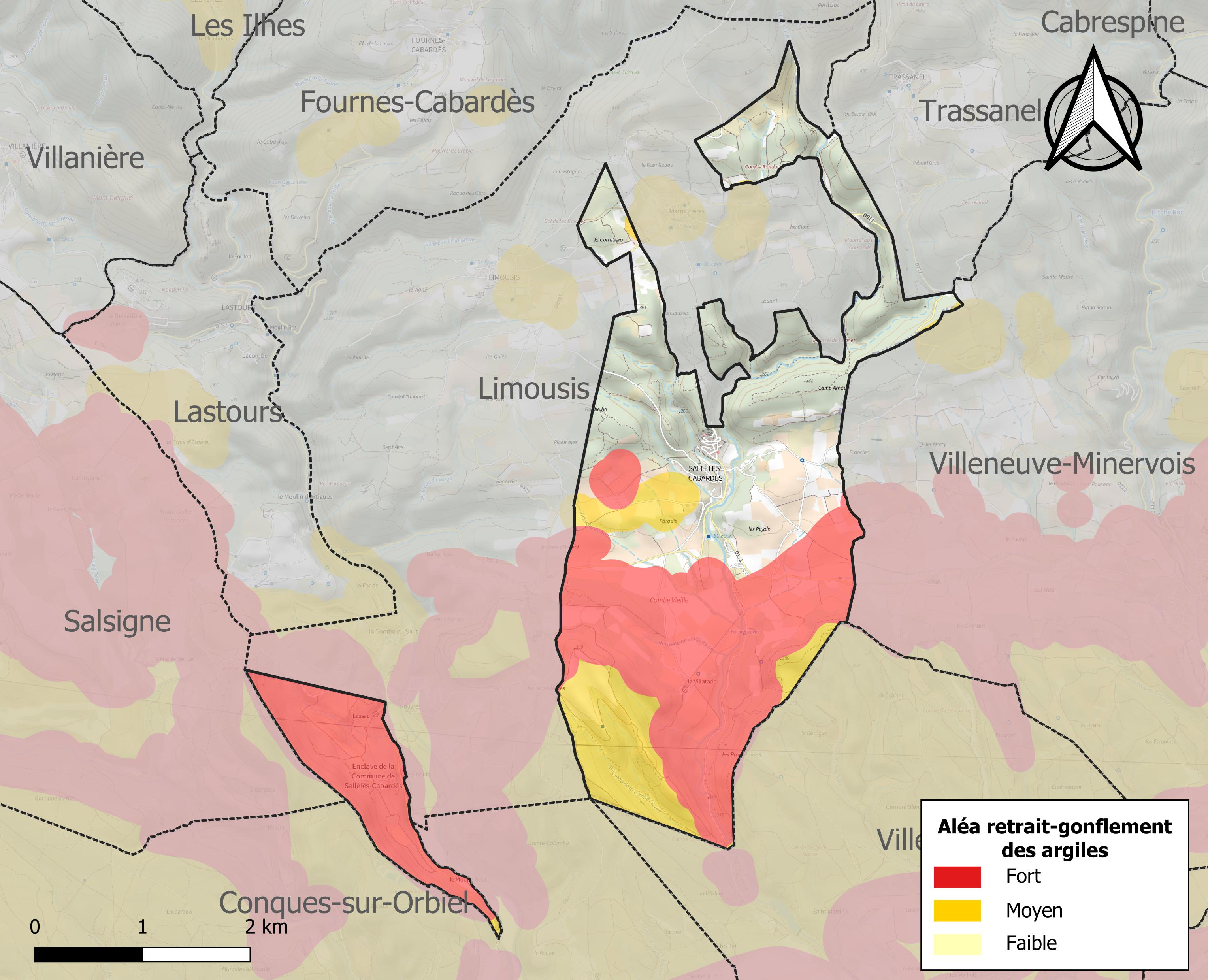
Carte des zones d'aléa retrait-gonflement des sols argileux de Sallèles-Cabardès.

Le retrait-gonflement des sols argileux est susceptible d'engendrer des dommages importants aux bâtiments en cas d’alternance de périodes de sécheresse et de pluie. 54,9 % de la superficie communale est en aléa moyen ou fort (75,2 % au niveau départemental et 48,5 % au niveau national). Sur les 76 bâtiments dénombrés sur la commune en 2019, 4 sont en aléa moyen ou fort, soit 5 %, à comparer aux 94 % au niveau départemental et 54 % au niveau national. Une cartographie de l'exposition du territoire national au retrait gonflement des sols argileux est disponible sur le site du BRGM,.

#### Risques technologiques
Le risque de transport de matières dangereuses sur la commune est lié à sa traversée par une route à fort trafic. Un accident se produisant sur une telle infrastructure est en effet susceptible d’avoir des effets graves au bâti ou aux personnes jusqu’à 350 m, selon la nature du matériau transporté. Des dispositions d’urbanisme peuvent être préconisées en conséquence.

#### Risque particulier
Dans plusieurs parties du territoire national, le radon, accumulé dans certains logements ou autres locaux, peut constituer une source significative d’exposition de la population aux rayonnements ionisants. Certaines communes du département sont concernées par le risque radon à un niveau plus ou moins élevé. Selon la classification de 2018, la commune de Sallèles-Cabardès est classée en zone 2, à savoir zone à potentiel radon faible mais sur lesquelles des facteurs géologiques particuliers peuvent faciliter le transfert du radon vers les bâtiments.

## Armoiries
Blasonnement de la commune : Fascé d'or et de gueules de six pièces.

## Histoire
Des fouilles archéologiques dans la 'grotte Gazel' notamment, sur le territoire de la commune, ont révélé les traces d'une occupation humaine dès le paléolithique.
Les parois d'une salle de cette grotte portent des gravures de cette époque, bouquetins, chevaux, bisons, mais ce site protégé n'est pas ouvert aux visites.
Des vestiges d'un 'castrum' médiéval subsistent sur le haut du village, dont une tour, d'où la vue sur les Corbières et les Pyrénées, par temps clair, est surprenante.

## Politique et administration

### Liste des maires
| Période                                  | Période  | Identité      | Étiquette | Qualité |
| ---------------------------------------- | -------- | ------------- | --------- | ------- |
| 1989                                     | 2008     | Albert Gendre |           |         |
| mars 2008                                | En cours | Jean Semat    |           |         |
| Les données manquantes sont à compléter. |          |               |           |         |

## Démographie
L'évolution du nombre d'habitants est connue à travers les recensements de la population effectués dans la commune depuis 1793. Pour les communes de moins de 10 000 habitants, une enquête de recensement portant sur toute la population est réalisée tous les cinq ans, les populations de référence des années intermédiaires étant quant à elles estimées par interpolation ou extrapolation. Pour la commune, le premier recensement exhaustif entrant dans le cadre du nouveau dispositif a été réalisé en 2008.

En 2022, la commune comptait 117 habitants, en stagnation par rapport à 2016 (Aude : +2,65 %, France hors Mayotte : +2,11 %).
| 1793 | 1800 | 1806 | 1821 | 1831 | 1836 | 1841 | 1846 | 1851 |
| ---- | ---- | ---- | ---- | ---- | ---- | ---- | ---- | ---- |
| 189  | 189  | 273  | 295  | 207  | 235  | 226  | 234  | 232  |

| 1856 | 1861 | 1866 | 1872 | 1876 | 1881 | 1886 | 1891 | 1896 |
| ---- | ---- | ---- | ---- | ---- | ---- | ---- | ---- | ---- |
| 219  | 194  | 187  | 173  | 194  | 194  | 190  | 164  | 152  |

| 1901 | 1906 | 1911 | 1921 | 1926 | 1931 | 1936 | 1946 | 1954 |
| ---- | ---- | ---- | ---- | ---- | ---- | ---- | ---- | ---- |
| 167  | 174  | 180  | 161  | 168  | 171  | 176  | 156  | 162  |

| 1962 | 1968 | 1975 | 1982 | 1990 | 1999 | 2006 | 2008 | 2013 |
| ---- | ---- | ---- | ---- | ---- | ---- | ---- | ---- | ---- |
| 166  | 159  | 97   | 125  | 115  | 105  | 113  | 115  | 113  |

| 2018 | 2022 | - | - | - | - | - | - | - |
| ---- | ---- | - | - | - | - | - | - | - |
| 120  | 117  | - | - | - | - | - | - | - |

## Économie

### Emploi
| Division       | 2008   | 2013   | 2018   |
| -------------- | ------ | ------ | ------ |
| Commune        | 4,1 %  | 7,6 %  | 8,3 %  |
| Département    | 10,2 % | 12,8 % | 12,6 % |
| France entière | 8,3 %  | 10 %   | 10 %   |

En 2018, la population âgée de 15 à 64 ans s'élève à 60 personnes, parmi lesquelles on compte 68,3 % d'actifs (60 % ayant un emploi et 8,3 % de chômeurs) et 31,7 % d'inactifs,. Depuis 2008, le taux de chômage communal (au sens du recensement) des 15-64 ans est inférieur à celui de la France et du département.
La commune fait partie de la couronne de l'aire d'attraction de Carcassonne, du fait qu'au moins 15 % des actifs travaillent dans le pôle,. Elle compte 10 emplois en 2018, contre 19 en 2013 et 31 en 2008. Le nombre d'actifs ayant un emploi résidant dans la commune est de 36, soit un indicateur de concentration d'emploi de 27,3 % et un taux d'activité parmi les 15 ans ou plus de 41 %.
Sur ces 36 actifs de 15 ans ou plus ayant un emploi, 4 travaillent dans la commune, soit 11 % des habitants. Pour se rendre au travail, 97,2 % des habitants utilisent un véhicule personnel ou de fonction à quatre roues, 2,8 % s'y rendent en deux-roues, à vélo ou à pied et.

### Activités hors agriculture
5 établissements sont implantés  à Sallèles-Cabardès au 31 décembre 2019.
Le secteur de l'industrie manufacturière, des industries extractives et autres est prépondérant sur la commune puisqu'il représente 60 % du nombre total d'établissements de la commune (3 sur les 5 entreprises implantées  à Sallèles-Cabardès), contre 8,8 % au niveau départemental.

### Agriculture
|               | 1988 | 2000 | 2010 | 2020 |
| ------------- | ---- | ---- | ---- | ---- |
| Exploitations | 14   | 8    | 10   | 8    |
| SAU (ha)      | 149  | 167  | 132  | 121  |

La commune est dans la « Région viticole » de l'Aude, une petite région agricole occupant une grande partie centrale du département, également dénommée localement « Corbeilles Minervois et Carcasses-Limouxin ». En 2020, l'orientation technico-économique de l'agriculture  sur la commune est la viticulture. Huit exploitations agricoles ayant leur siège dans la commune sont dénombrées lors du recensement agricole de 2020 (14 en 1988). La superficie agricole utilisée est de 121 ha,,.

## Culture locale et patrimoine

### Lieux et monuments
- Église Saint-André de Sallèles-Cabardès.

### Personnalités liées à la commune
Mgr Élie Griffe, historien, né en 1899, nommé professeur en 1946, puis doyen honoraire de l'Institut de théologie de Toulouse.
Auteur de nombreux ouvrages sur les premiers siècles de l'ère chrétienne, parmi lesquels : « L'histoire religieuse des anciens pays de l'Aude », 1933, « La Gaule chrétienne à l'époque romaine », 1947.
Il consacre trois volumes : « Les débuts de l'aventure cathare en Languedoc » (1969), « Le Languedoc cathare de 1190 à 1210 » (1971), « Le Languedoc cathare au temps de la croisade » (1973), aux origines du catharisme en Languedoc et à l'Inquisition. Il vécut à Sallèles-Cabardès, dans la rue qui porte son nom, jusqu'à sa mort, en 1978.

### Héraldique
| Blason de Sallèles-Cabardès | Blason  | Fascé d'or et de gueules de six pièces.          |
| Blason de Sallèles-Cabardès | Détails | Le statut officiel du blason reste à déterminer. |